# Oberrieder Weiher
Der Oberrieder Weiher ist ein grundwassergespeister Baggersee, im Günztal nahe der Günz in der Gemeinde Breitenthal im Landkreis Günzburg. Wie die vielen anderen Baggerseen im Günz- und im östlich davon gelegenen Mindeltal ist der Oberrieder Weiher durch Kiesabbau entstanden. Durch diese Entstehungsgeschichte hat der Oberrieder Weiher eine fast quadratische Form.

## Beschreibung
Die Größe des Oberrieder Weihers ist wahrscheinlich auch der Grund dafür, dass er nicht so schnell eutrophiert und in der Folge mit Wasserpflanzen oder Algen zuwächst wie kleinere Baggerseen.
Im südwestlichen Teil des Weihers befinden sich drei kleine, heute vor allem mit Silberweiden (Salix alba) bewachsene Inseln. Diese entstanden, weil man zu Beginn der Phase des Kiesabbaus eine Überlandleitung, die über den See führte, nicht verlegen wollte. Auf den drei Inseln standen die Strommasten. Später wurde die Stromleitung um den See herum verlegt.

## Phase des Kiesabbaus
Ungefähr bis zum Jahr 2004 war das Kieswerk auf einer Halbinsel, die am nordwestlichen Ufer in den See hineinragt, in Betrieb. An den kleineren Baggerweihern, die sich südwestlich an den Oberrieder Weiher anschließen, wird noch Kies abgebaut.

## Nachnutzung des Sees als Naherholungsgebiet
- Das nordöstliche Ufer des Sees wurde vor vielen Jahren als Badeplatz ausgebaut, der von der Wasserwacht Krumbach bewacht wird. Der angrenzende Bereich des Sees ist vom Rest durch Bojen abgetrennt, damit sich Schwimmer, Angler, Surfer und Segler, welche den übrigen See nutzen, nicht gegenseitig stören.
- Am westlichen Seeufer befindet sich das Gelände des Segelclubs Breitenthal und daneben eine Surfschule.
- Ebenfalls ist im Oberrieder Weiher Tauchen möglich.

Wegen dieser vielfältigen Nutzungsmöglichkeiten, der guten Gewässerqualität, der Sauberkeit des Badeplatzes und des großen Parkplatzes ist der Oberrieder Weiher ein bekannter und beliebter Badesee.

## Campingplatz
Auf der Halbinsel, auf der sich früher das Kieswerk befand, wurde im Jahr 2005 ein Campingplatz eingerichtet. Vorher gab es am südöstlichen Eck des Sees einen wilden Campingplatz, der vor allem von Dauercampern genutzt wurde.

## Sonstiges
- Nahe dem Oberrieder Weiher befindet sich an der Günz ein Wasserkraftwerk, das vom Überlandwerk Krumbach betrieben wird.
- Der Günztal-Radweg führt am See vorbei.
- Jedes Jahr an Silvester findet am Oberrieder Weiher das Silvesterschwimmen der Wasserwacht Krumbach statt.